# 傑克·奎德
傑克·亨利·奎德（英語：Jack Henry Quaid，1992年4月24日—）是一位美國男演員，他的父母是知名演員丹尼斯·奎德及梅格·萊恩。他最廣為人知的是飾演2012年電影《飢餓遊戲》裡的馬維爾、2019年至今的电视剧，《黑袍纠察队》中的修伊·坎貝爾、2020年至今之動畫電視劇《星際爭霸戰：底層甲板》中的布拉德·鮑因勒（Brad Boimler）。

## 早期生活
奎德在1992年4月24日生於洛杉磯，是丹尼斯·奎德及梅格·萊恩的獨生子。他曾擔任加利福尼亞州聖莫尼卡克洛斯羅德學校爛電影俱樂部(Bad Movie Club)的社長，並就讀紐約大學帝勢藝術學院3年。

## 個人生活
奎德在2016至2021年間與女演員莉茲·麥郭德(Lizzy McGroder)交往。2024年2月，奎德確認他與在《黑袍糾察隊》中共演的克勞蒂亞·杜米特交往。
2024年1月，奎德談及自己被標籤為「裙帶寶寶」一事。在與《野獸日報》的一次播客節目中,他認知到自己確實享有特權，並同意自己確實符合「裙帶寶寶」的標籤，指出他早年的成功令他的職涯獲得顯著優勢，而他也努力不懈地證明自己的實力。在過去，他的父親也認為奎德在《飢餓遊戲》的處女秀也顯示他專心致志自食其力以獲得成功；然而他的母親則批評「裙帶寶寶」的標籤，認為這僅凸顯奎德的優渥出身，卻無視他的工作態度與演技才華。

## 外部連結
- 傑克·奎德在互联网电影资料库（IMDb）上的資料（英文）